# Шуневич
Шу́невич — українське прізвище.

## Відомі носії
- Шуневич Богдан Іванович (нар. 24 квітня 1949) — український науковець, кандидат філологічних наук, доктор педагогічних наук, доцент, завідувач кафедри іноземних мов та технічного перекладу Львівського державного університету безпеки життєдіяльності.
- Шуневич Мар'ян Васильович (нар. 9 вересня 1946) — український естрадний співак, заслужений артист УРСР (1989), народний артист України (2010).
- Шуневич Микола Васильович (нар. 26 грудня 1949) — український поет, прозаїк, журналіст, краєзнавець. Член Національної Спілки журналістів України.